# St. Ludgeri (Münster)

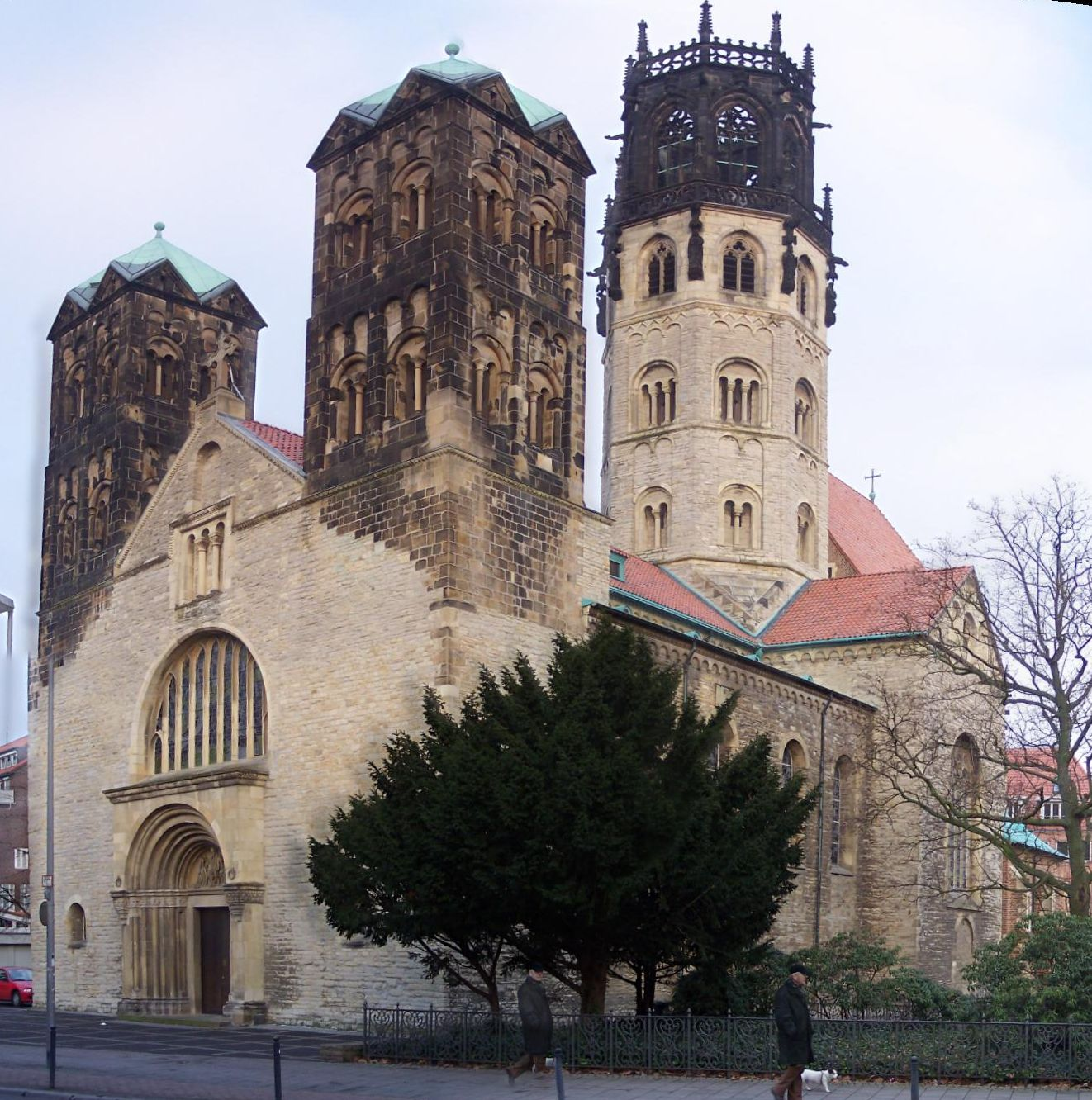
St. Ludgeri in Münster

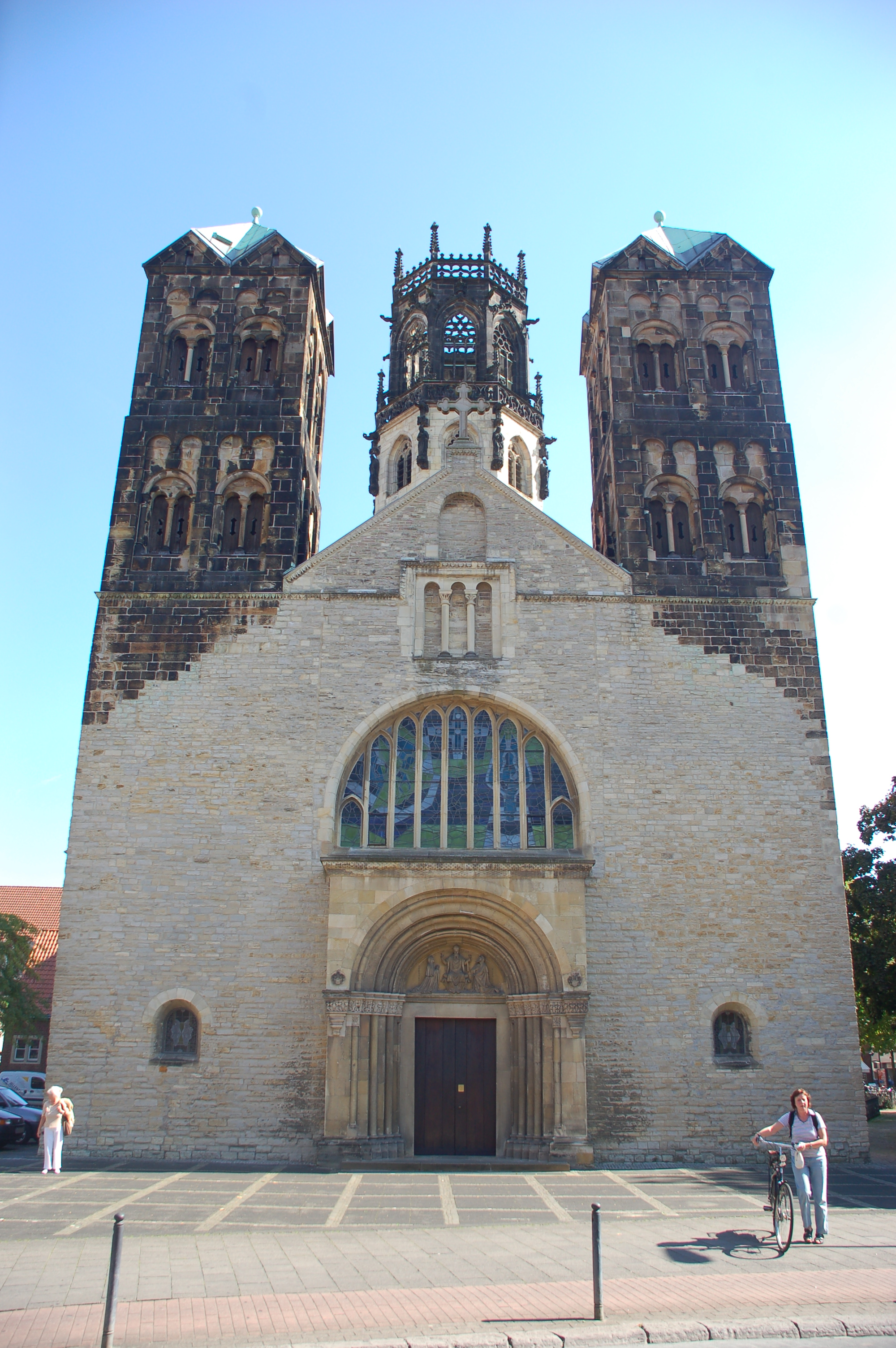
St. Ludgeri in Münster

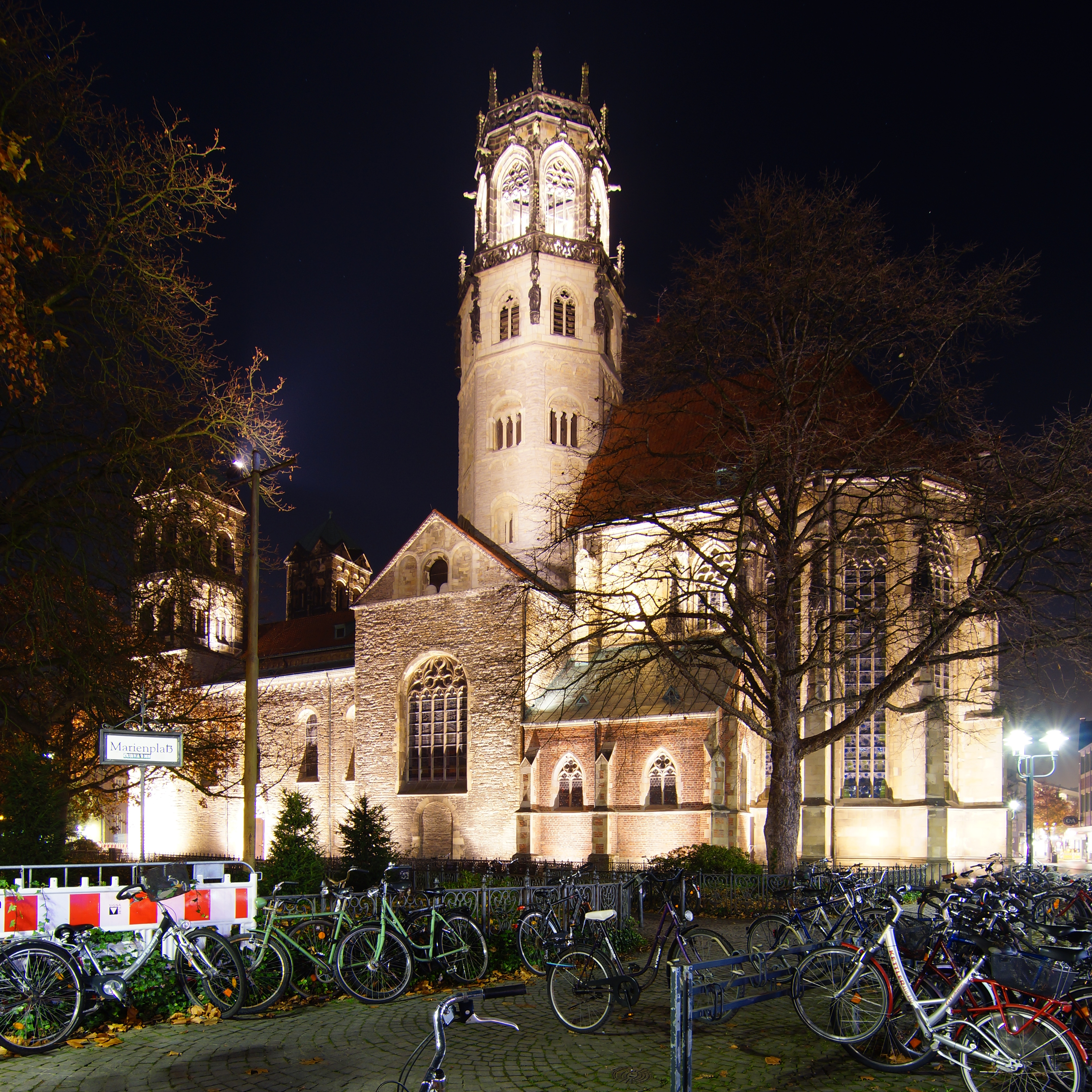
St. Ludgeri bei Nacht

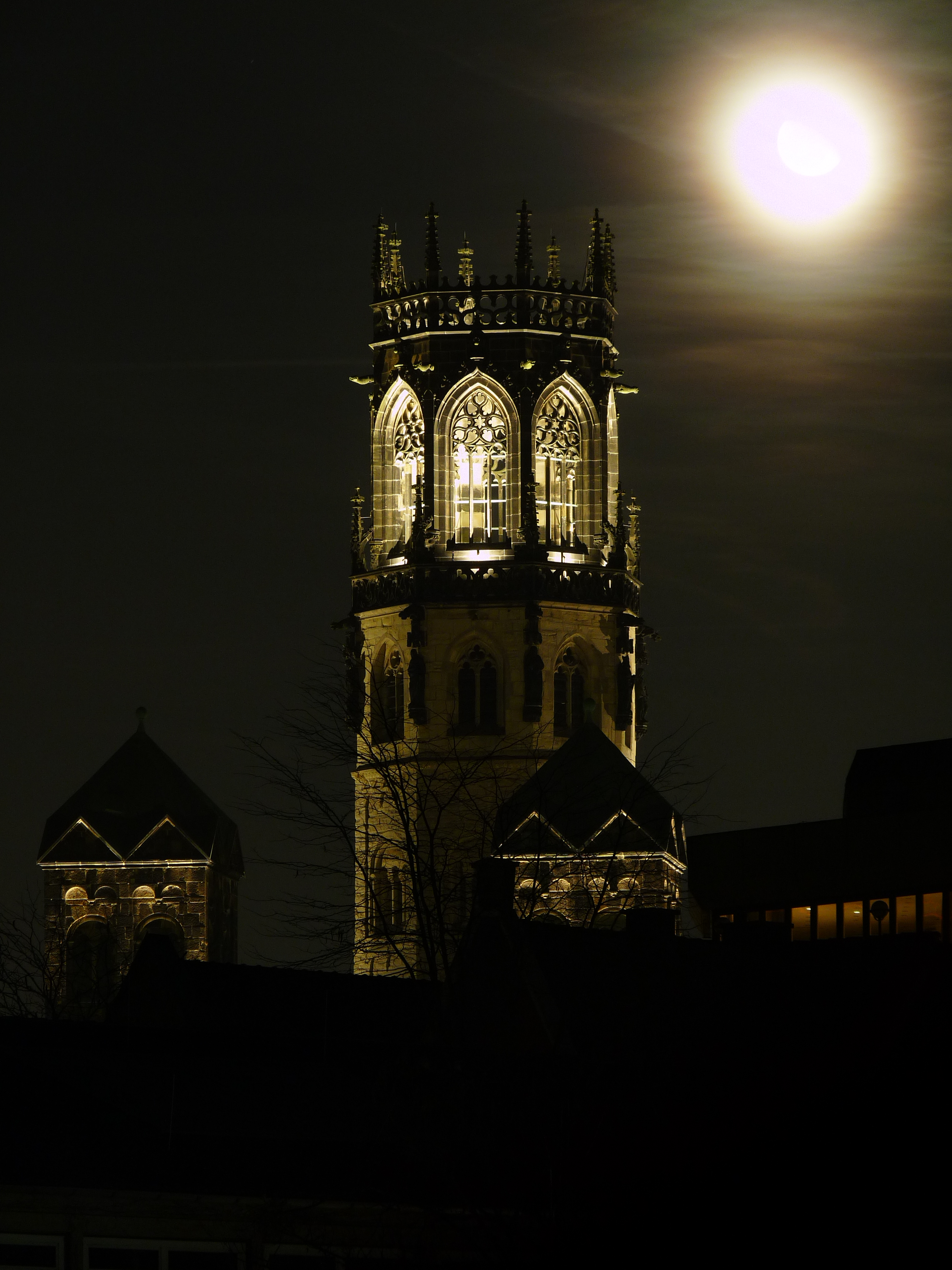
St. Ludgeri im Mondschein

St. Ludgeri ist einer der ältesten katholischen Sakralbauten im westfälischen Münster unter dem Patrozinium des heiligen Ludger und entstand ab dem Jahr 1173. Sie gehört heute zur Pfarrei St. Lamberti und zum Stadtdekanat Münster Bistums Münster.

## Gründung und Institutionsgeschichte

### Erweiterung der Stadt Münster
In der zweiten Hälfte des 12. Jahrhunderts erfuhr Münster eine Erweiterung seines Stadtgebietes vor allem im südlichen und östlichen Bereich. Wohl durch die planerische Hand der Bischöfe zu Münster wurden im Südwesten die Pfarre St. Aegidii, im Süden St. Ludgeri, im Südosten St. Servatii und im Nordosten St. Martini gegründet. Alle neu entstandenen Pfarreien waren reine Stadtpfarreien.

### Frühe Nachweise
Der älteste direkte Nachweis der Kirche St. Ludgeri ist für das Jahr 1173 überliefert. Ludwig I. von Wippra, Bischof zu Münster, gibt der Kirche St. Ludgeri, die zu seiner Zeit im südlichen Teil der Stadt Münster gegründet ist, das mansum in Wargebeke zur Ausstattung einer priesterlichen Präbende. 1178 vermachte Franco von Wettringen (de Weteringe) sein elterliches Erbe, das ihm nach dem kinderlosen Tod seiner Brüder zugefallen war. An die neu errichtete Kirche St. Ludgeri in Münster gingen alle seine Güter im Kirchspiel Emsdetten (Thetten).
Die Gründung des Kollegiatstifts St. Ludgeri in der Zeit des münsterischen Bischofs Herman von Katzenelnbogen lässt sich zwischen 1178 und 1185 eingrenzen; die Gründungsurkunde ist nicht überliefert.

### Verfassung
Der Propst (praepositus) war stets ein münsterischer Domherr. Er bezog jedoch keine Einkünfte, hatte weder Sitz im Chor noch Votum im Kapitel und blieb ohne Jurisdiktion.
Die eigentliche Leitung vor Ort hatte der Dechant/Dekan inne, er war seit Anfang des 13. Jahrhunderts auch Pfarrer der Gemeinde. Die Stiftung von 1173 bildete die Grundlage für das Dekanat. In späterer Zeit wurde er in dieser Aufgabe durch zwei Kapläne unterstützt. Der Senior war der Stiftsälteste und stand im Rang unmittelbar nach dem Dechant. Bei Abwesenheit des vorigen oder gar Vakanz dieses Amtes hatte der Senior die Leitung des Kapitels inne. Weitere stets genannte Ämter in einem Kollegiatstift sind der Thesaurar und der Scholaster. Der Thesaurar sorgte für die liturgische Ausstattung; er ist mit dem anfänglich noch genannten custos identisch. Später war er in erster Linie für die Vermögensverwaltung dieser Angelegenheiten zuständig; unterstützt wurde er später von zwei Küstern, die dann die gesamte eigentliche Arbeit verrichteten. Das Stift richtete aufgrund der Bestimmungen von Papst Innozenz III. (1198–1216) eine Scholasterei ein. Jedoch ist nur zu beobachten, dass der Scholaster diese Tätigkeit nicht selbst ausübte, sondern die Verwaltung dieses Vermögens innehatte und einen Schulrektor einstellte.
St. Ludgeri ist von vornherein mit einzelnen festen Stellen (Präbenden) ausgestattet worden, die nach und nach durch weitere Stiftungen vermehrt wurden. Ein gemeinsames Vermögen und eine zentrale Verwaltung desselben gab es nicht; jedem Kanoniker kamen feste Einkünfte aus seiner Präbende zu. Er wohnte in einem Kurienhaus in unmittelbarer Nähe der Kirche und führte seinen eigenen Haushalt. Mit der Stiftung von 1178 wurde die Voraussetzung für drei Präbenden geschaffen. Die weiteren Stiftungen erfolgten erst ab 1250. Noch später wurde die Zwölfzahl erreicht, die sich 1320 nachweisen lässt. 
Die Vergabe dieser Präbenden übte zunächst der Bischof aus; mit dem Wiener Konkordat 1448 gewann der päpstliche Stuhl erheblichen Einfluss. Es hatte den Dom- und Stiftskapiteln das Kollationsrecht in den geraden, dem Apostolischen Stuhl in den ungeraden Monaten verbrieft. Die formelle Aufnahme eines Kandidaten geschah mit der Possessio, hierfür waren die Tonsur und die niederen Weihen Voraussetzung. Nach Absolvierung des Studiums erfolgte nach einigen Jahren die endgültige Aufnahme als vollwertiges Mitglied, die Emanzipation. Hierfür verlangte man in der Regel die Subdiakonatsweihe. Der nun emanzipierte Kanoniker hatte sodann Sitz im Chor, Votum im Kapitel und die Verfügung über seine Einkünfte. Die Mitgliedschaft endete zumeist durch Tod oder Resignation. Letztere geschah häufig zu Gunsten eines Verwandten. Gelegentlich ist auch die Permutation, das heißt der Stellentausch mit einem anderen Geistlichen an einer anderen Kirche zu beobachten. Ausschlüsse sind eher selten. In solchen Fällen legte man demjenigen die Resignation nahe. 
Die Finanzen verwaltete ein Stiftsherr als Bursar. Als solcher bekannt ist Johann von Droste zu Handorf (1495–1558), ein Sohn des Münsteraner Bürgermeisters Everwin II. von Droste zu Handorf und Vater des Humanisten Everwin von Droste zu Hülshoff, der zur Erinnerung an ihn ein Epitaph in der Kirche anbringen ließ.

### Vikarien
Zur Unterstützung des Gottesdienstes und zum eigenen Seelenheil setzte die Stiftung von Vikarien ein. Einzelne Stifterfamilien sorgten mit einer entsprechenden finanziellen Ausstattung für die dauerhafte Versorgung eines Klerikers, der dann die laut Stiftungsurkunde zu haltenden Seelenmessen las. In St. Ludgeri setzte diese Entwicklung ab 1327 mit der Errichtung des Altars St. Jacobi ein. 1354 folgte St. Catharinæ, 1458 als Doppelstiftung St. Crucis und St. Jacobi min., 1461 St. Mariæ, 1481 St. Trinitatis, 1482 St. Sepulchri (aufgelöst 1671), 1493 die beiden Chorkaplaneien und schließlich 1509 die Vikarie in sanguine Mumme.

### Aufhebung
Am 3. August 1802 marschierten preußische Truppen in das Hochstift Münster ein und nahmen es in Besitz. Schon zwei Monate später, am 16. Oktober 1802, verschaffte sich die neue Verwaltung einen ersten Eindruck über das Kollegiatstift St. Ludgeri. Es ist während der ersten preußischen Besatzung Münsters nicht säkularisiert worden. Erst aufgrund eines kaiserlich-französischen Dekrets vom 14. November 1811 erfolgte die Aufhebung am 2. Dezember 1811; das Protokoll ist überliefert. Danach war St. Ludgeri eine reine Pfarrkirche.

### Fusion der Innenstadtgemeinden
Mit dem Beginn des neuen Kirchenjahres am 1. Advent wurden am 2. Dezember 2007 die Pfarrgemeinden St. Lamberti, St. Ludgeri und Aegidii sowie St. Martini zur neuen Pfarrgemeinde St. Lamberti zusammengelegt. Seit der Profanierung der Dominikanerkirche am 12. November 2017 feiert zusätzlich zur Pfarrei St. Lamberti die katholische Universitätsgemeinde ihre Gottesdienste in der Ludgerikirche.

## Baugeschichte und Architektur

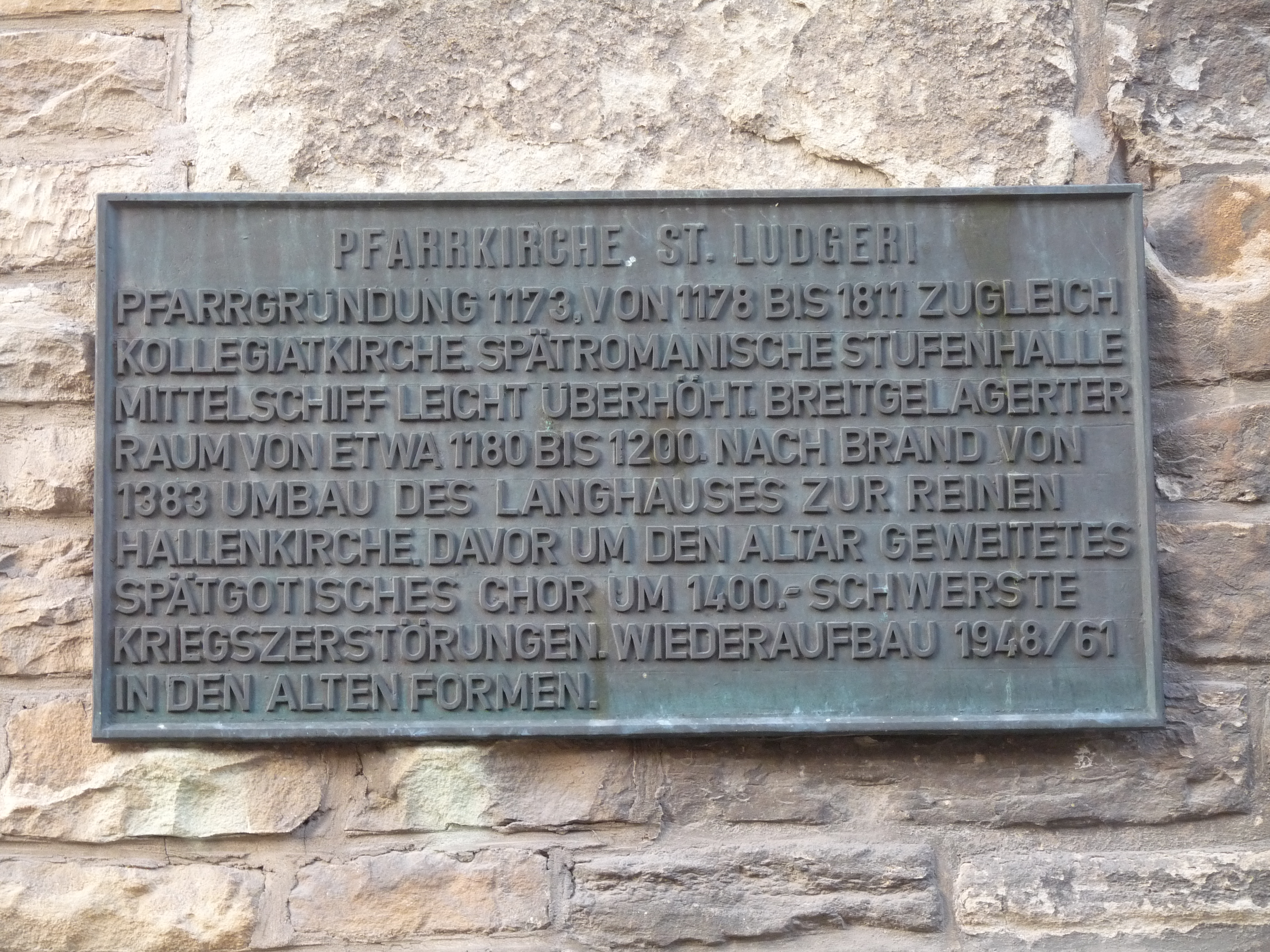
Pfarr- und baugeschichtliche Infotafel

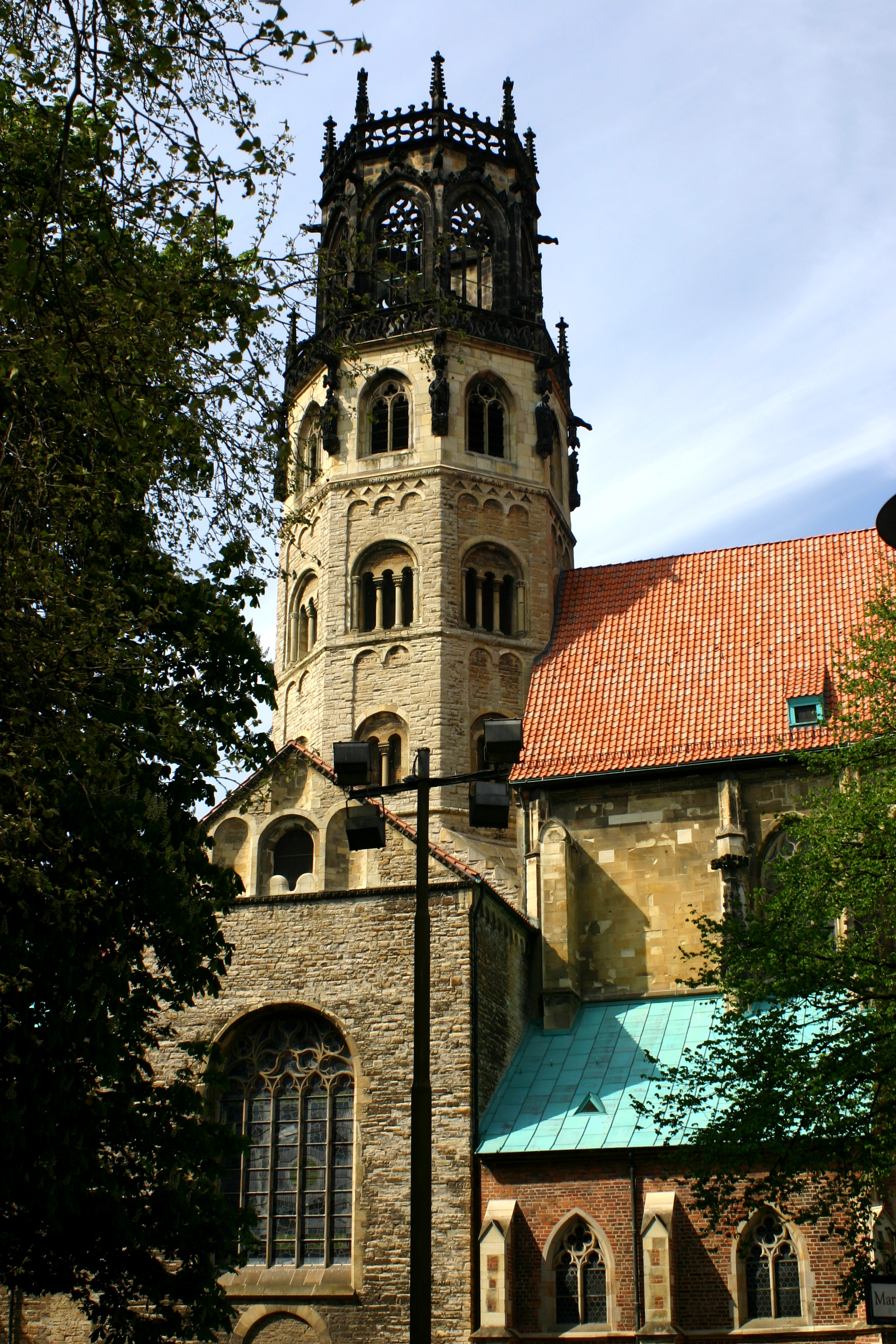
Blick von Südwesten auf den Vierungsturm. Übergang der Stilepochen zwischen der zweiten und dritten Etage

Um das Jahr 1180 entstand als Nachfolger eines kurz zuvor angelegten ersten Bauwerks aus Holz der erste Bau von St. Ludgeri, der in seinen Grundzügen zu einem großen Teil erhalten geblieben ist. Somit entsprechen Mittelschiff sowie die beiden Seitenschiffe weiterhin dem ursprünglichen Bau. Die Fertigstellung fiel in den Zeitraum um das Jahr 1220.
Nachdem die Kirche beim Stadtbrand im Jahre 1383 Schaden genommen hatte, wurde sie in veränderter Form wiederaufgebaut. Dabei wurde auch die Jocheinteilung der Seitenschiffe abgeändert. Der zunächst relativ kleine Chor auf der Ostseite wurde zu einem großen Hochchor erweitert. Da hierbei das Dach zusätzlich erhöht wurde, musste der im Zentrum der Kirche liegenden Vierungsturm ebenfalls erhöht werden. Der ursprünglich mit zwei romanischen Geschossen mit gekuppelten Fensteröffnungen aufwartende Turm wurde um eine Etage im Stile der Gotik aufgestockt. Diese ist mit Blendquadern und spitzbogigen Maßwerkfenstern versehen. Zusätzlich bekam der Vierungsturm noch ein durchsichtiges Obergeschoss mit einer Maßwerkgalerie und krabbenbesetzten Fialen als Verzierung.
Die beiden Westtürme des ursprünglichen Sakralbaus fielen ebenfalls dem Brand von 1383 zum Opfer, wurden aber erst 1876 ersetzt.
Die Kirche besitzt zwei Portale, die den Zugang zum Inneren erlauben. Das Südportal ist der übliche Zugang zum Gebäude und besitzt als Besonderheit eine Inschrift auf dem Türsturz aus dem Jahre 1537. Die Inschrift lautet „V.D.M.I.E Anno Domini 1537“ als Abkürzung für „Verbum Domini Manet In Aeternum Anno Domini 1537“. In der deutschen Übersetzung bedeutet der Satz „Das Wort des Herrn bleibt in Ewigkeit“. Es handelt sich um ein Zitat aus dem 1. Brief des Petrus, Kapitel 1, Vers 25, das für die Protestanten programmatische Bedeutung hatte. Das Besondere dieser Inschrift ist das Datum ihrer Entstehung (1537). Denn bereits im Jahre 1535 war Münster nach einem kurzen reformatorischen Zwischenspiel unter Bernd Rothmann ab 1532 und der darauf folgenden Täuferherrschaft von 1534 bis 1535 nach Beschluss der Reichsstände wieder katholisch geworden.
Das Westportal wird dagegen nur bei feierlichen Liturgien verwendet. Es enthält seit dem Jahr 1861 ein Tympanon mit dem thronenden Ludgerus in der Mitte, umgeben von der heiligen Heriburg zu seiner Rechten und dem Sänger und Dichter Bernlef. Letzterem soll nach Fürsprache des heiligen Ludgerus das Augenlicht geschenkt worden sein.

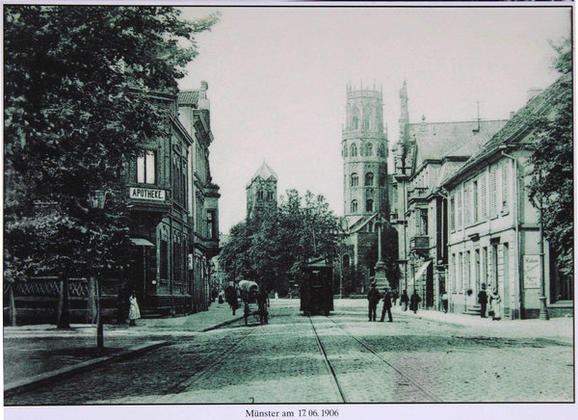
Ludgeristraße mit Stern-Apotheke und Ludgerikirche (1906)
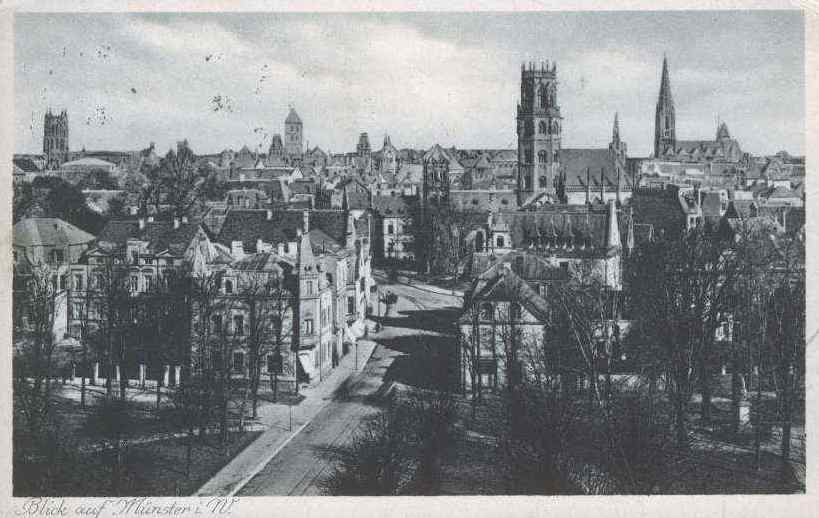
Postkarte: Blick vom Ludgeriplatz in die Ludgeristraße (etwa 1940)

## Innenraum

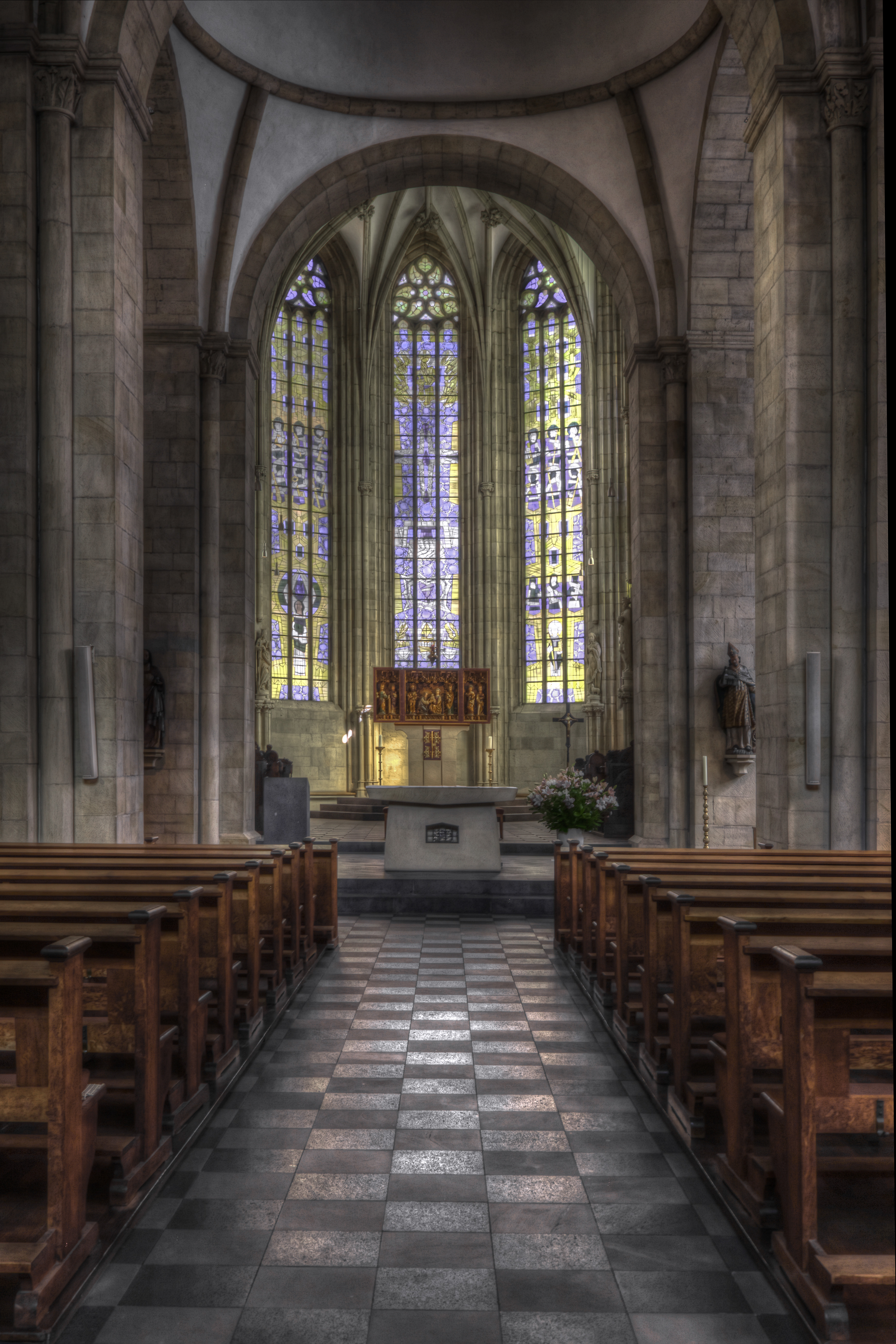
Inneres nach Nordosten

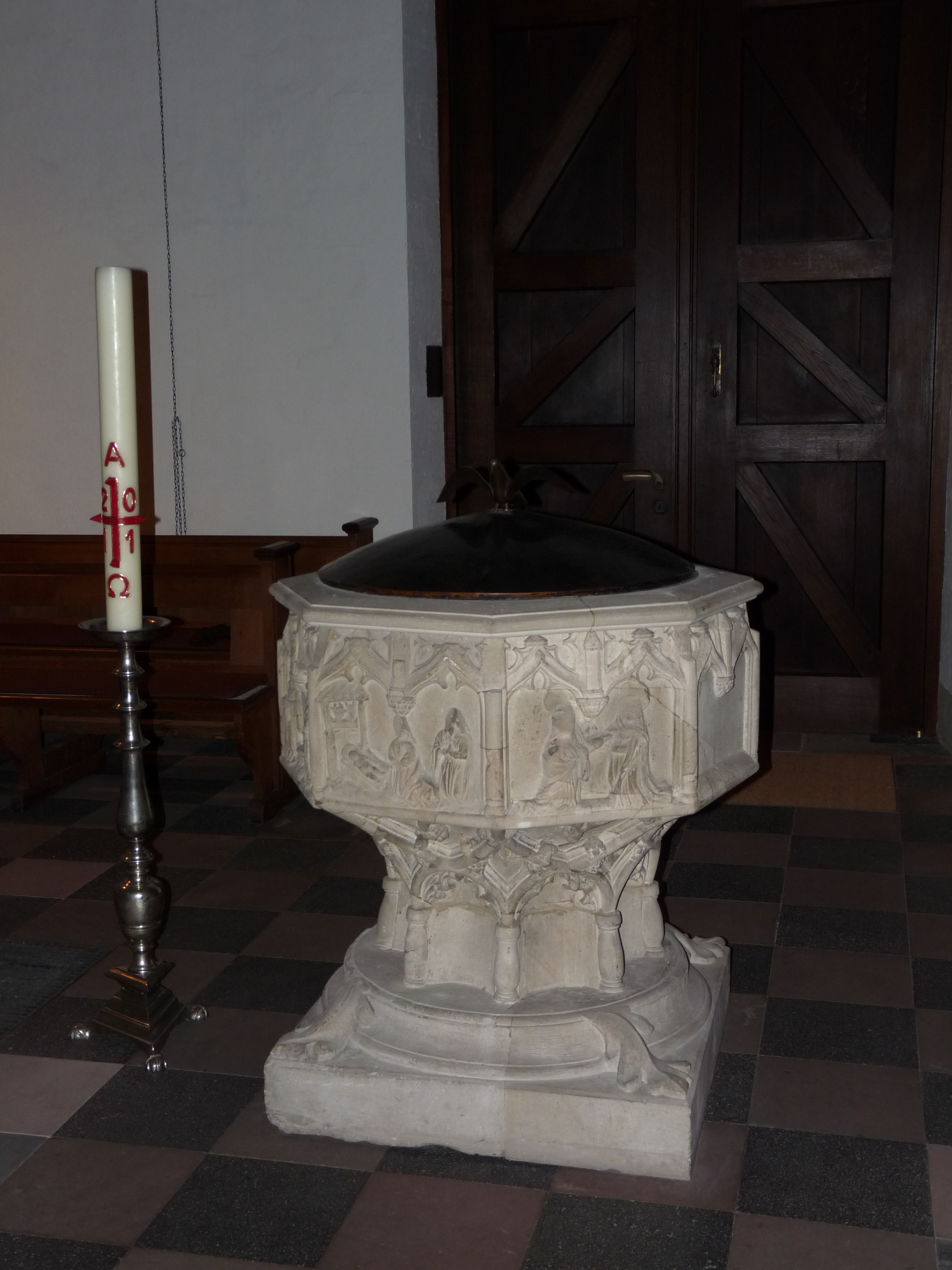
Taufbecken

Das Mittelschiff von St. Ludgeri besteht aus zwei Jochen, denen auf westlicher Seite ein quadratisches Halbjoch vorgelagert ist. Auf östlicher Seite schließt sich das Vierungsquadrat an, dem außen der Vierungsturm aufgesetzt ist. Die Deckenkonstruktion besteht hier aus einem abgeflachten Kuppelgewölbe. Zu beiden Seiten des Mittelschiffes befinden sich Seitenschiffe. Aufgrund ihrer Höhe erlauben sie keine zusätzlichen Fenster im Mittelschiff (Bautypus der dreischiffigen spätromanischen Hallenkirche westfälischer Prägung).
Dem auf Höhe der Querschiffe angeordneten Vierungsquadrat folgten beim ursprünglichen Bau drei Apsiden. Die mittlere war größer als die beiden äußeren, da sie den Altar und das Chorgestühl aufnehmen musste. Nach dem Stadtbrand von 1383 wurden die Apsiden abgetragen und durch einen großen Chor im Stile der Gotik ersetzt, der zusammen mit dem Chor von St. Lamberti zu den bedeutendsten Werken der Gotik im Münsterland zählt. Neben den Fenstern mit eigenwilliger Farbgebung aus dem Jahre 1961 von Vincenz Pieper lässt die besondere Architektur ihn größer erscheinen, als er eigentlich ist. Während der im Westen eine Breite von 9,64 m aufweist, beträgt sie im Osten 10,15 m und erweckt so den Eindruck, als ob die perspektivische Verengung aufgehoben wird. Dem Chor schließt sich die nach dem Stadtbrand neu geschaffene Apsis an, deren Form aus sieben Kanten eines Zehnecks besteht. Besondere Ähnlichkeit besitzt diese Konstruktion mit dem Ostchor der Basilika St. Andreas in Köln.

## Ausstattung

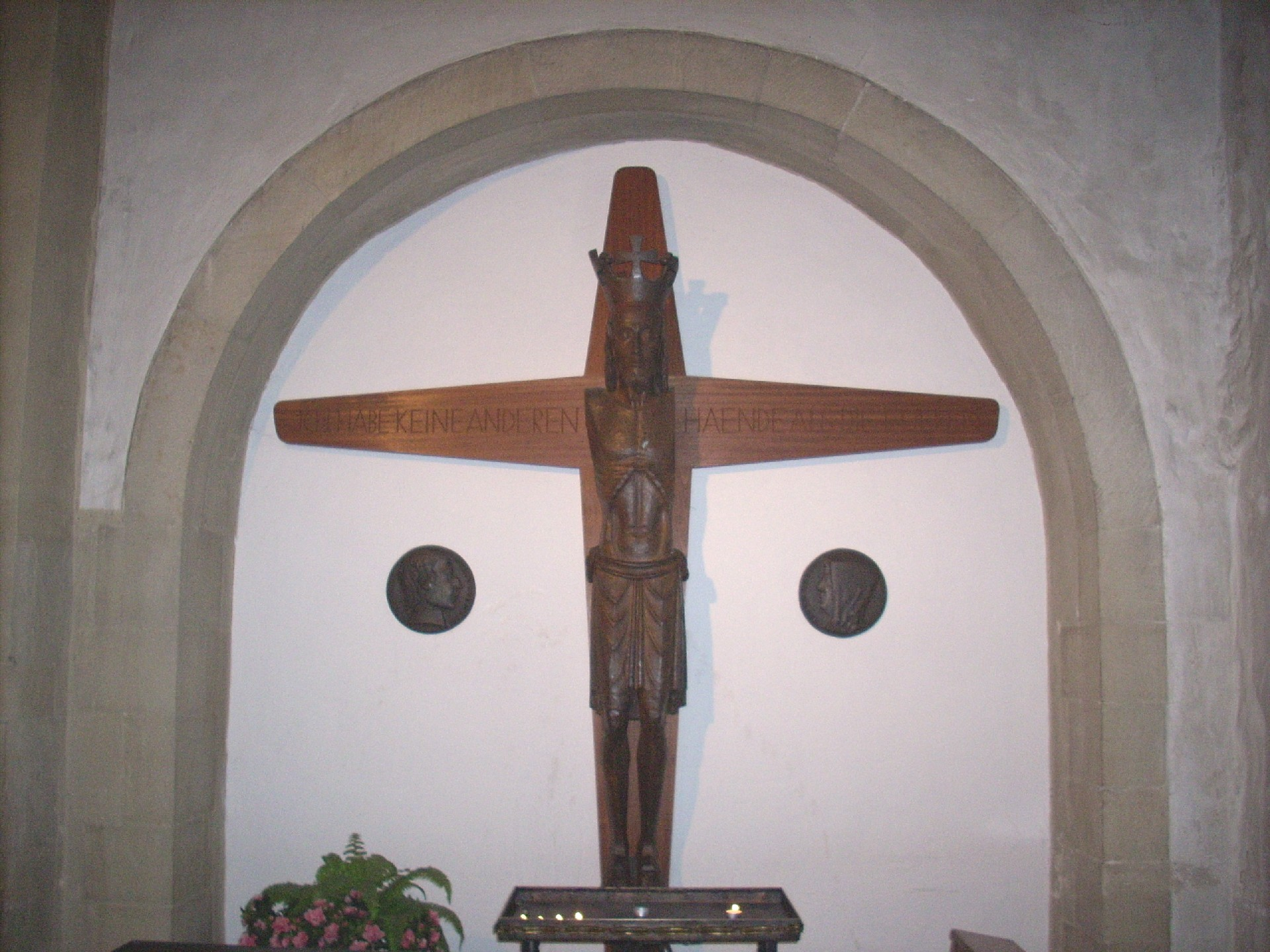
Der armlose Christus

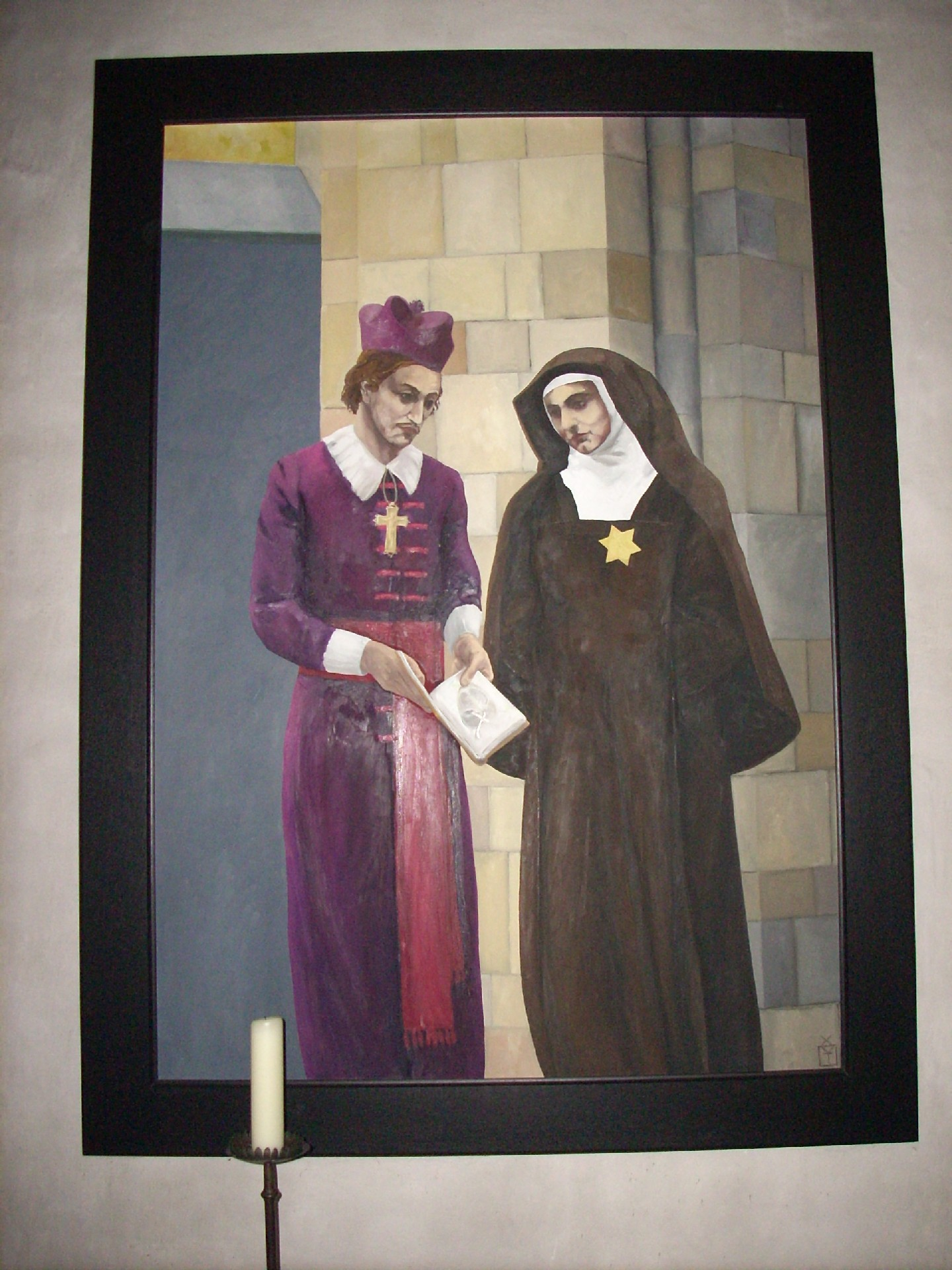
Niels Stensen und Edith Stein

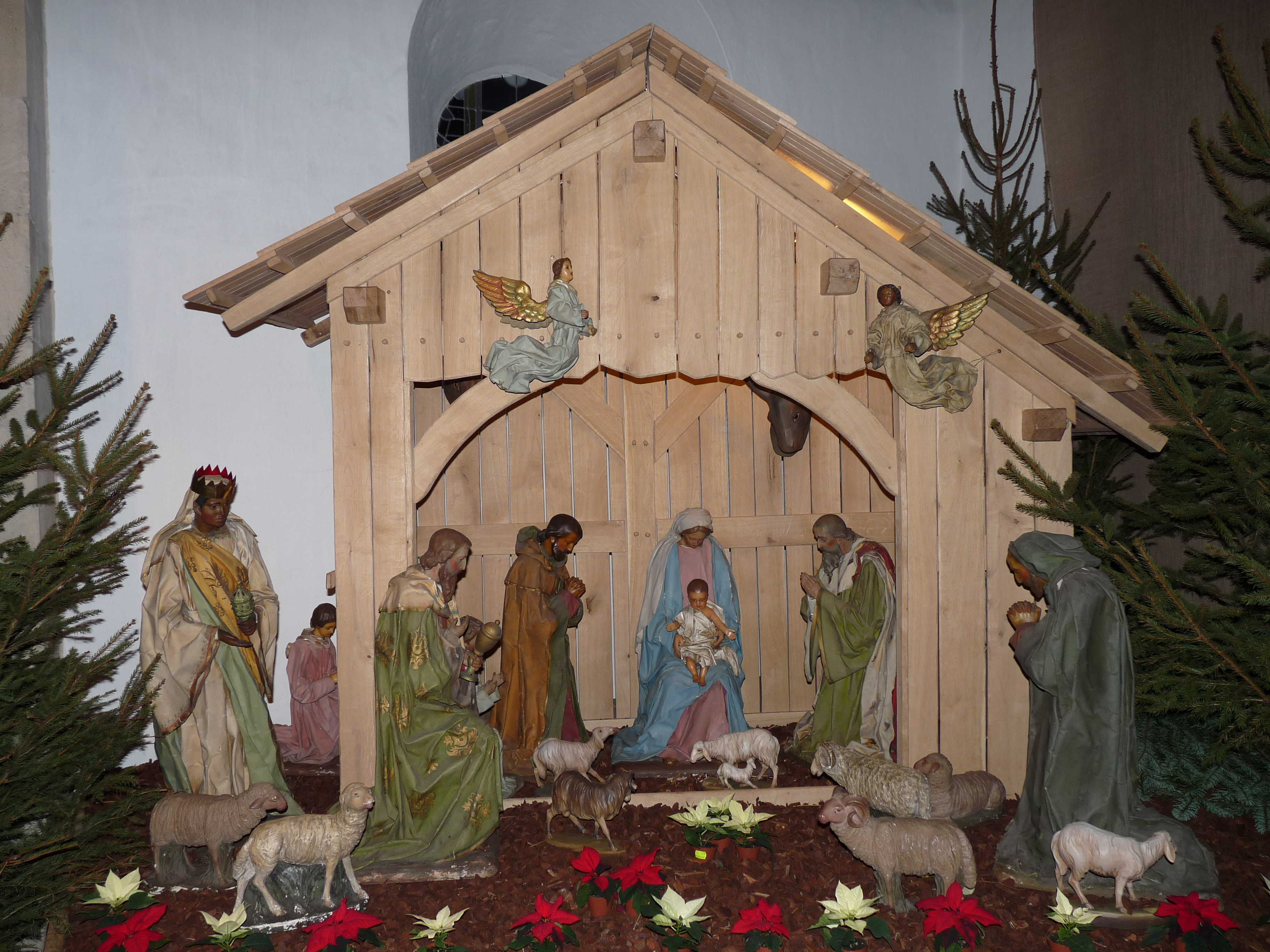
Älteste Weihnachtskrippe Münsters

In den sieben Wänden des Chors befinden sich die Fenster von Vincenz Pieper. In der Gesamtbetrachtung vereinen sie sich zu einem Gesamtbild, in dem die Pfeiler zwischen den einzelnen Fenstern zu verschwinden scheinen. Im mittleren, direkt nach Osten gerichteten Fenster wird der Heilsweg Jesu Christi aufgezeigt, das heißt seine Geburt, sein Leiden und Sterben, seine Auferstehung und Himmelfahrt sowie seine Wiedergeburt. In den beiden sich direkt anschließenden Fenstern sind die Zeugen des Herrn zu sehen. Neben der Komposition der Fenster in der Apsis existieren weitere Fenster mit biblischen Themen. So zeigt das Fenster in der Nordwand des Querschiffs das Pfingstwunder und das in der Südwand die Schöpfung des Menschen. Im Fenster über dem Westportal wird das Jüngste Gericht thematisiert.
Zur weiteren Ausstattung der Kirche gehören acht lebensgroße Sandsteinfiguren, die den Bildhauern Bernt Katmann oder Johannes Kroeß zugeschrieben werden. Sie befinden sich im Übergang vom Chor zur Apsis und stammen aus den Jahren von 1603 bis 1607. Beginnend an der nördlichen Wand im Uhrzeigersinn sind dies Christus Salvator, also der auferstandene Jesus Christus, Ludgerus, Stephanus und Katharina von Alexandrien. Weiter im Uhrzeigersinn folgen an der südlichen Wand die heilige Agnes, Laurentius, Karl der Große und abschließend Maria.
Von der Ausstattung des Chors vor der Ausschmückung mit den Figuren ist jedoch nur wenig erhalten. Der Lettner ist laut einem Kapitelprotokoll von 1697 bereits im 17. Jahrhundert entfernt worden, und das Chorgestühl nahm im Zweiten Weltkrieg erheblich Schaden. Letzteres konnte erst in den Jahren von 1992 bis 1994 und abschließend im Jahre 1995 restauriert werden. Die ältesten Teile dieser Bestuhlung stammen aus der Zeit der Täufer in den 1530er Jahren.
Im Zentrum der Apsis befindet sich seit 1998 ein gegen Ende des 15. Jahrhunderts in Tirol gefertigter Flügelaltar, in dessen Mitte die Anbetung des Jesuskindes durch die Heiligen drei Könige dargestellt ist. Im linken Flügel sind die heilige Margareta sowie Laurentius abgebildet, im rechten Flügel Katharina von Alexandrien und der Evangelist Johannes. Die Außenseite des Altars zeigt Paulus, Petrus, Urbanus und Bartholomäus.
In der Vierung befindet sich der von Hein Wimmer entworfene und aus Baumberger Sandstein gefertigte Altar. In diesen eingelassen ist eine Reliquie des heiligen Ludgerus, des Stadtgründers von Münster. An den beiden östlichen, in Richtung Chor gelegenen Pfeilern der Vierung sind Holzskulpturen von Christus als Salvator mundi sowie des heiligen Ludger angebracht. Erstere Skulptur entstand um das Jahr 1420, letztere um das Jahr 1760.
Neben den Skulpturen befinden sich auch zwei Tafelgemälde des Münsteraner Malers Nikolaus tom Ring in der Kirche, die den Zweiten Weltkrieg unbeschadet überstanden haben. Dabei handelt es sich um die „Auferweckung des Lazarus“ im südlichen Querschiff und die „Grablegung Christi“ aus dem Jahre 1598 in der nordwestlichen Ecke. Der Grablegung gegenüber befindet sich das um 1500 entstandene Taufbecken in der Form eines achteckigen Pokals, das acht Geschichten aus der Bibel erzählt. Es ist aus Baumberger Kalkstein gefertigt und das älteste noch erhaltene, direkt St. Ludgeri zuzuordnende Kunstwerk, nahm aber während der Herrschaft der Täufer in den 1530er Jahren durch deren Zerstörungswut Schaden.
In den Jahren 1958 und 1960 erwarb die Kirchengemeinde zwei Statuen. In der Herz-Jesu-Kapelle ist die Statue des sogenannten „Schmerzensmannes“ aufgestellt, des gekreuzigten Christus mit der offenen Wunde auf seiner Seite, aus der – nach christlichen Verständnis – das Blut zur Erlösung geflossen ist (Joh 19,33–34 ). Diese Holzskulptur entstand um das Jahr 1420 in Süddeutschland. In direkter Nähe befindet sich eine Plastik der Madonna mit Christuskind aus der Zeit um 1450.
Ihr gegenüber auf der Westseite ist ein handgeschnitztes Bildnis des gekreuzigten Jesus Christus angebracht, das 1929 vom Bildhauer Heinrich Bäumer gefertigt und bei einem Bombenangriff 1944 beschädigt wurde. Auf Beschluss der Kirchengemeinde blieb das Werk nach Ende des Zweiten Weltkrieges in dieser beschädigten Form, bei der der Figur beide Arme fehlen. An der Stelle, wo sich zuvor die Arme befanden, ist nun eine Inschrift mit den Worten „ICH HABE KEINE ANDEREN HAENDE ALS DIE EUEREN“ angebracht. Direkt unter dem Kreuz hängen die Medaillons zweier Persönlichkeiten, die in besonderen Beziehungen zur Kirchengemeinde St. Ludgeri stehen. Dabei handelt es sich um Niels Stensen und Edith Stein. Sie sind ebenfalls auf dem Gemälde „Sacra Conversazione“ von Gerhard van der Grinten im nördlichen Seitenschiff zu sehen.
Neben diesen zahlreichen Kunstwerken wurde das Kirchengebäude durch weitere Kunstwerke ausgeschmückt, so zum Beispiel eine Pietà aus der Barockzeit und einer Madonna aus derselben Zeit sowie zwei Christusskulpturen aus dem 18. Jahrhundert.

### Kirchenschatz
Der Kirchenschatz von St. Ludgeri besteht hauptsächlich aus wertvollen Gegenständen, die der Liturgie dienen. Das wohl älteste Kunstwerk ist ein 52 cm hohes blaues Kreuz, das kurze Zeit nach dem großen Stadtbrand von 1383 entstand. Neben diesen Geräten besteht der Kirchenschatz noch aus einer Vielzahl von Paramenten, die zum Teil aus dem frühen 17. Jahrhundert stammen.
Weiterhin befindet sich in St. Ludgeri die älteste Krippe der Stadt Münster. Die Wachsfiguren wurden von der Kongregation Schwestern vom armen Kinde Jesus in Aachen hergestellt. Sie werden, nach den im Bistumsarchiv dokumentierten „Auslagen für die Krippe 1868“, in denen ihre Anschaffungskosten mit 232 Reichstalern vermerkt sind, auf das Jahr 1868 datiert.

### Orgel

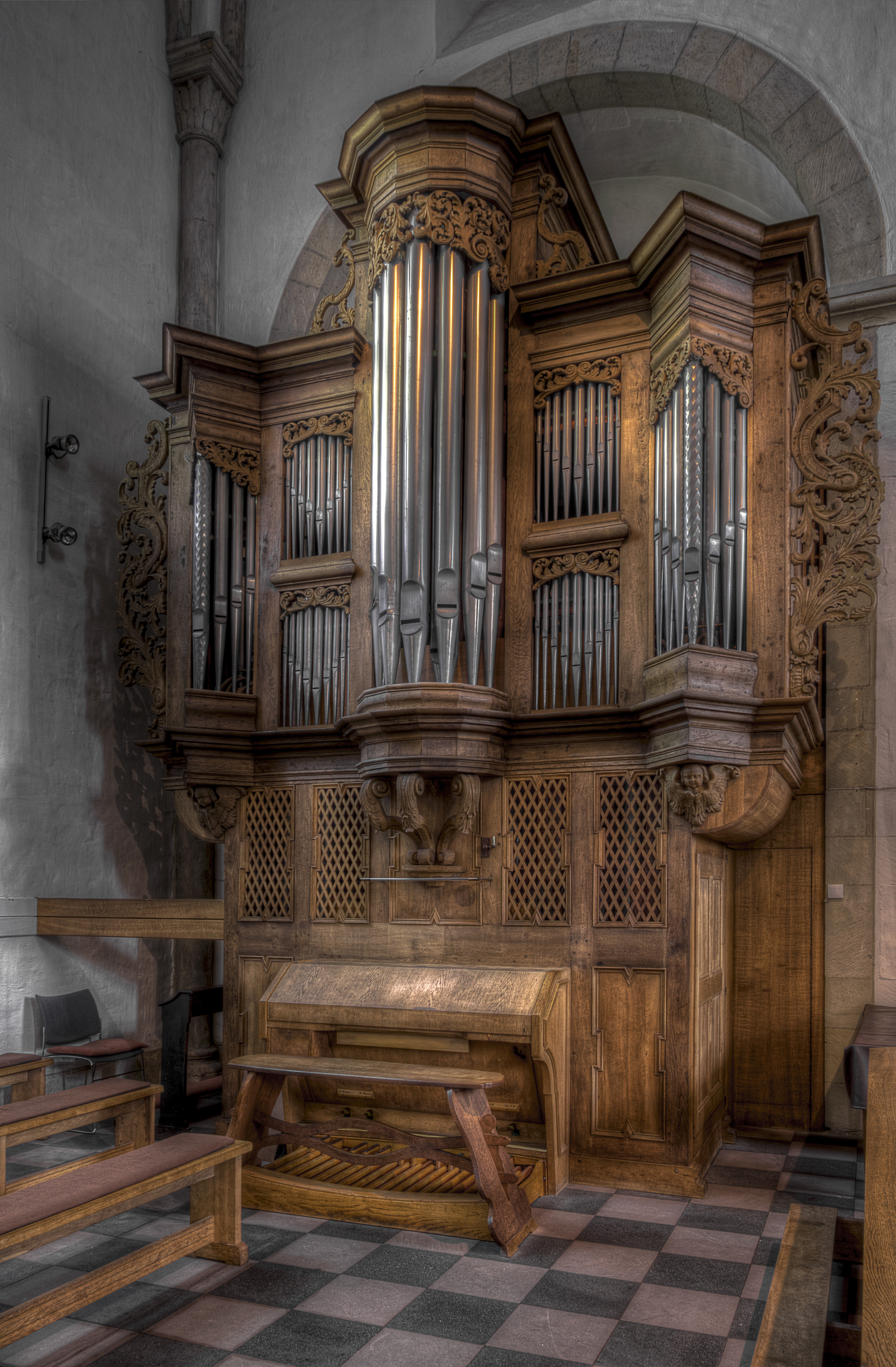
Orgel

Die Orgel befindet sich an der Ostwand des nördlichen Seitenschiffes. Das Instrument steht ebenerdig. Das barocke Orgelgehäuse wurde 1750 von einem anonymen Meister für die Marienkirche in Warendorf erbaut. Es befindet sich erst seit 1966 in der St. Ludgeri-Kirche. Das Orgelwerk wurde 1966 von dem Orgelbauer Matthias Kreienbrink in Osnabrück erbaut. Das Schleifladen-Instrument hat 24 Register auf zwei Manualen und Pedal. Die Spiel- und Registertrakturen sind mechanisch. Die Orgel besitzt folgende Disposition:
| I Hauptwerk C–g3 |                  |        |
| 01.              | Quintadena       | 16′    |
| 02.              | Prinzipal        | 08′    |
| 03.              | Gedackt          | 08′    |
| 04.              | Oktave           | 04′    |
| 05.              | Rohrflöte        | 04′    |
| 06.              | Nachthorn        | 02′    |
| 07.              | Sesquialter II 0 | 02 ⁄3′ |
| 08.              | Mixtur IV-VI     | 01 ⁄3′ |
| 09.              | Holzdulcian      | 16′    |
| 10.              | Trompete         | 08′    |
|                  | Tremulant        |        |

| II Brustwerk C–g3 |                   |         |
| 11.               | Holzgedackt       | 08′     |
| 12.               | Gedacktflöte      | 04′     |
| 13.               | Prinzipal         | 04′     |
| 14.               | Schwiegel         | 02′     |
| 15.               | Sifflöte          | 01 ⁄3′  |
| 16.               | Glöckleinton II 0 | 01 3⁄5′ |
| 17.               | Scharff IV        | 01⁄3′   |
| 18.               | Schalmey          | 08′     |
|                   | Tremulant         |         |

| Pedal C–f1 |                    |     |
| 19.        | Subbass            | 16′ |
| 20.        | Prinzipalbass      | 08′ |
| 21.        | Gedacktbass        | 08′ |
| 22.        | Choralbass         | 04′ |
| 23.        | Rauschpfeife III 0 | 02′ |
| 24.        | Posaune            | 16′ |

- Koppeln: II/I, I/P, II/P.

### Glocken
Das Geläut von St. Ludgeri stellt selbst einen besonderen Kunstschatz dar, da es sowohl während der Zeit der Täufer als auch während des Ersten und Zweiten Weltkrieges weder beschädigt noch dezimiert worden ist. Mit seinen Glocken aus dem 15. und dem beginnenden 16. Jahrhundert ist es eines der ältesten geschlossenen Glockengeläute in Westfalen.
| Nr. | Name      | Gussjahr | Gießer            | Durchmesser (mm) | Masse (kg) | Nominal (16tel) |
| --- | --------- | -------- | ----------------- | ---------------- | ---------- | --------------- |
| 1   | Maria     | 1507     | Wolter Westerhues | 1293             | ~1400      | d1 +1,5         |
| 2   | Ludgerus  | 1507     | Wolter Westerhues | 1152             | 0~950      | e1 +5           |
| 3   | Katharina | 1507     | Wolter Westerhues | 1031             | 0~700      | fis1 +10        |
| 4   | Johannes  | 1464     | Meister Volkerus  | 0815             | 0~350      | c2 +7           |

## Dechanten
| Name                       | von  | bis  |
| -------------------------- | ---- | ---- |
| Dietrich                   | 1185 | 1200 |
| Herewich                   | 1214 | 1225 |
| Bertold                    | 1229 | 1248 |
| Arnold                     | 1250 | 1255 |
| Heidenrich                 | 1263 | 1269 |
| Bertold von Asbeck         | 1276 |      |
| Herman                     | 1276 | 1280 |
| Heinrich Alardi Institoris | 1280 |      |
| Dietrich von Herringen     | 1288 | 1306 |
| Tilman Laschart            | 1306 |      |
| Johann von Rodenkerken     | 1311 | 1324 |
| Rudolf                     | 1352 |      |
| Johan von Marburg          | 1364 |      |
| Lubbert von Rodenberg      | 1367 | 1383 |

| Name                           | von  | bis  |
| ------------------------------ | ---- | ---- |
| Bernhard Monnick               | 1393 | 1413 |
| Levold Perlin                  | 1418 | 1450 |
| Gerhard Grove                  | 1451 | 1461 |
| Heinrich Grove                 | 1464 |      |
| Bernhard Mumme                 | 1481 | 1527 |
| Justinus Brandenburg           | 1532 | 1533 |
| Everhard Voltelen              | 1533 |      |
| Johan Franz von Twist          |      | 1560 |
| Jodocus Bremer gen. Holscher   |      | 1562 |
| Christoph Bremer gen. Holscher | 1562 | 1606 |
| Gerhard Krane                  | 1607 | 1622 |
| Johan Nicolaus Claessen        | 1623 | 1649 |
| Johan Bischopinck              | 1650 | 1657 |
| Franz Goswin Clute             |      | 1680 |

| Name                             | von  | bis  |
| -------------------------------- | ---- | ---- |
| Niels Stensen                    | 1680 | 1681 |
| Johan Gottfried Höning           | 1681 | 1683 |
| Johan Rotger Höning              | 1683 | 1693 |
| Johan Heinrich von Wydenbrück    | 1694 | 1717 |
| Johan Heinrich Kuhefus           | 1717 | 1748 |
| Otto Matthäus von Mallinckrodt   | 1748 | 1757 |
| Franz Theodor Detten             | 1757 | 1758 |
| Carl Vogelius                    | 1758 | 1759 |
| Adolf Christoph Victor Gröninger | 1759 | 1782 |
| Georg Franz Jacobi von Tautphöus | 1783 | 1793 |
| Franz Edmund Albers              | 1793 | 1803 |
| Johan Heinrich Joseph Homann     | 1803 | 1811 |

1. ↑  Späterer Domherr und Propst.
2. ↑  Aus erbmännischer Familie, Weihbischof und Metropolitanvikar zu Osnabrück.